# オフィデルペトン
オフィデルペトン（学名 : Ophiderpeton）は、石炭紀早期からペルム紀早期にかけて生存した空椎亜綱欠脚目の絶滅両生類である。オフィデルペトンは、オフィデルペトン科に属する。化石は、アメリカ合衆国オハイオ州、チェコ共和国（中央ヨーロッパ)のような広い範囲で発見された。
オフィデルペトンは、ヘビのように手足の跡形がみられない。その胴体は、約70cmで230本の椎骨を持つ。頭蓋骨は、長さ15cmである。大きく前方を向いた目を持つことから、オフィデルペトンは、狩猟生活をしていたことを示している。おそらく、巣穴に住み、昆虫、蠕虫、ヤスデ、カタツムリを捕食していたとみられる。 
欠脚目の種の多数は、オフィデルペトンに分類される。同じような動物として、 フレゲトンティア、シレルペトンが知られている。早期に現れたレティスクスは、石炭紀早期からペルム紀早期にかけて生存した。